# Оушън Бийч (Сан Франциско)
Оушън Бийч (на английски: Ocean Beach, в превод „Океански плаж“) e плаж на Тихоокеанското крайбрежие в град Сан Франциско, щата Калифорния, САЩ. Под Оушън Бийч също се има предвид и квартала в района на плажа. Плажът е в съседство с Голдън Гейт парк, кварталите Ричмънд и Сънсет и Зоопарк Сан Франциско.
Плажът е популярен сред сърфисти, лагеруващи и хора, които обичат да палят огън на открито. Оушън Бийч е разположен в съседство и с още две забележителности на Сан Франциско, Къщата на скалата (Cliff House), популярен ресторант сред местни и туристи и вятърната мелница в Голдън Гейт парк.